# نورواي (نيويورك)
نورواي (بالإنجليزية: Norway, New York)‏ هي معلم جغرافي تقع في الولايات المتحدة في مقاطعة هيركايمر، نيويورك. يقدر عدد سكانها بـ 762 نسمة ومساحتها 92.9 كم2 و وترتفع عن سطح البحر 465 متر.